# علیقلی محمودی بختیاری
علیقلی محمودی بختیاری (متولد ۷ آذر ۱۳۱۱) شاهنامه‌پژوه، زبان‌شناس و پژوهشگر تاریخ و فرهنگ ایران است. او یکی از ۱۰ استاد ممتاز دانشگاه تهران در دههٔ پنجاه بود. اثر او «زمینهٔ فرهنگ و تمدن ایران» به‌عنوان کتاب درسی در دانشگاه یوتا تدریس می‌شود.

## زندگی
دکتر علیقلی محمودی بختیاری، فرزند محراب، در سال ۱۳۱۱ در یکی از روستاهای شهرستان ازنا به دنیا آمد. آموزش ابتدایی را در مکتب‌خانه سنتی گذراند و تحصیلات متوسطه را در بروجرد و الیگودرز ادامه داد. در سال ۱۳۳۳ به تهران رفت و دیپلم ادبی را از دبیرستان مروی گرفت. در سال ۱۳۳۴ وارد دانشکده ادبیات دانشگاه تهران شد و در سال ۱۳۳۷ دوره کارشناسی ادبیات فارسی را به پایان رساند. او در همان سال در مقطع کارشناسی‌ارشد علوم اجتماعی و بعد از آن در مقطع دکترای زبان‌شناسی زبان‌های باستانی پذیرفته شد و این دوره‌ها را نیز با موفقیت به پایان رساند.
وی در سال ۱۳۳۹ به استخدام وزارت فرهنگ درآمد و در مدارسی مانند دبیرستان رازی و دبیرستان ادیب تدریس کرد. همچنین دو سال معاون اداره تألیف و ترجمه و ناظر کتاب‌های درسی بود. در سال ۱۳۴۷ به دانشگاه تهران دعوت شد و از سال ۱۳۴۸ به‌عنوان استاد تمام‌وقت دانشکده علوم ارتباطات اجتماعی، به تدریس فرهنگ و تمدن ایران پرداخت.
در سال ۱۳۴۹ هنگام معاونت دانشکده ابوریحان، واحد دانشجویان خارجی را بنیان گذاشت که به آموزش زبان فارسی در شبه‌قاره هند و پاکستان منجر شد. در سال ۱۳۵۲ به دعوت دانشگاه کلمبیا به آمریکا رفت و سال بعد نیز مدتی در دانشگاه یوتا تدریس کرد. او در سال ۱۳۵۶ به مصر سفر کرد و در دانشگاه عین‌الشمس دربارهٔ روابط فرهنگی ایران و مصر سخنرانی کرد. همچنین در لاهور پاکستان دربارهٔ دیدگاه‌های اقبال لاهوری در خصوص فرهنگ و عرفان ایرانی سخنرانی نمود.

## آثار
- ویرایش دفتر یکم سبک‌شناسی شعر (نوشته‌های پراکنده استاد ملک‌الشعراء بهار) چاپ شرکت علمی ۱۳۴۲ خورشیدی
- کورش در بابل، انتشارات دانشگاه تهران ۱۳۴۶ خورشیدی
- راهی به مکتب حافظ، ۱۳۴۵ خورشیدی
- گنج گهر، انتشارات دانشکده علوم ارتباطات اجتماعی ۱۳۴۸، چاپ دوم انتشارات عطایی ۱۳۷۳ خورشیدی
- بابل دل ایرانشهر، انتشارات دانشکده علوم ارتباطات اجتماعی ۱۳۵۰ خورشیدی
- شکرستان ۱۳۵۱ خورشیدی
- کمینگاه دشمن، چاپ نخست ۱۳۵۴، چاپ دوم ۱۳۵۷ و چاپ سوم ۱۳۵۷ خورشیدی
- فراز و نشیب سیاست و شیوه کشورداری در ایران، ۱۳۵۵ و چاپ دوم ۱۳۵۷ خورشیدی
- زمینه فرهنگ و تمدن ایران - نگاهی به عصر اساطیر، مدرسه عالی بازرگانی ۱۳۵۲ چاپ دوم ۱۳۵۷، چاپ سوم ۱۳۵۸، چاپ چهارم انتشارات پاژنگ ۱۳۶۴ خورشیدی
- گنج راز، دانشگاه ابوریحان بیرونی ۱۳۵۷ خورشیدی
- چرا حافظ؟ انتشارات علمی ۱۳۵۷ و چاپ دوم ۱۳۹۷ خورشیدی
- خاقانی در ایوان مدائن، کتاب سرا ۱۳۷۵ خورشیدی
- هفت نگار در هفت تالار، انتشارات عطایی ۱۳۷۶ خورشیدی
- شرح گلشن راز، انتشارات علمی ۱۳۷۷ خورشیدی
- شاهنامه آبشخور عارفان، انتشارات علمی ۱۳۷۷ خورشیدی
- عارفان راز، انتشارات رهیاب ۱۳۷۷، چاپ دوم ۱۳۷۸ خورشیدی و چندین کتاب دیگر و صدها مقاله.